# Акантолобивия
Акантолобивия (лат. Acantholobivia) — род растений семейства Кактусовые.
От др.-греч. ἄκανθα — колючка и lobivia — см. Lobivia Britton et Rose.

## Описание
Род включает два вида, по морфологическим признакам сходных с лобивиями. Отличаются ночными самоопыляющими цветками, которые полностью не раскрываются. Цветочные трубки покрыты щетинками. Плоды с колючками.
Культивируются как корнесобственные растения аналогично лобивиям. Рекомендуются для коллекций.

## Распространение
Род Акантолобивия распространён в Перу в высокогорных районах, на высоте 2500—3500 м над уровнем моря.

## Систематика
- Акантолобивия инкуйская (Acantholobivia incuiensis)
- Акантолобивия Тегелери (Acantholobivia tegeleriana)